# AIESEC
AIESEC (phát âm ai-zéc) là một tổ chức thanh niên độc lập, phi chính phủ, không vì lợi nhuận toàn cầu phát triển năng lực lãnh đạo thông qua những chương trình lãnh đạo nội bộ, thu hút sinh viên và cựu sinh viên vào chương trình trao đổi sinh viên quốc tế cũng như chương trình thực tập cho tổ chức lợi nhuận và phi lợi nhuận. Văn phòng quốc tế của AIESEC đặt tại Rotterdam, Hà Lan, hiện tại đã được chuyển sang Montreal, Canada. Đến tháng 8 năm 2020, mạng lưới AIESEC đã bao gồm hơn 70,000 thành viên và 1,000,000 cựu thành viên tại hơn 100 quốc gia và vùng lãnh thổ. AIESEC là tổ chức thanh niên lớn nhất thế giới, có mặt tại hơn 2,400 trường đại học trên toàn thế giới, cung cấp hơn 36,000 ngàn trải nghiệm lãnh đạo cho thành viên AIESEC và đem lại cho sinh viên và cử nhân hơn 20,000 cơ hội trao đổi quốc tế mỗi năm. AIESEC được tài trợ bởi hơn 7,000 tổ chức đối tác toàn cầu với mục đích hỗ trợ sự phát triển của giới trẻ và khuyến khích các cá nhân tài năng phát triển bản thân mình..

## Tên gọi

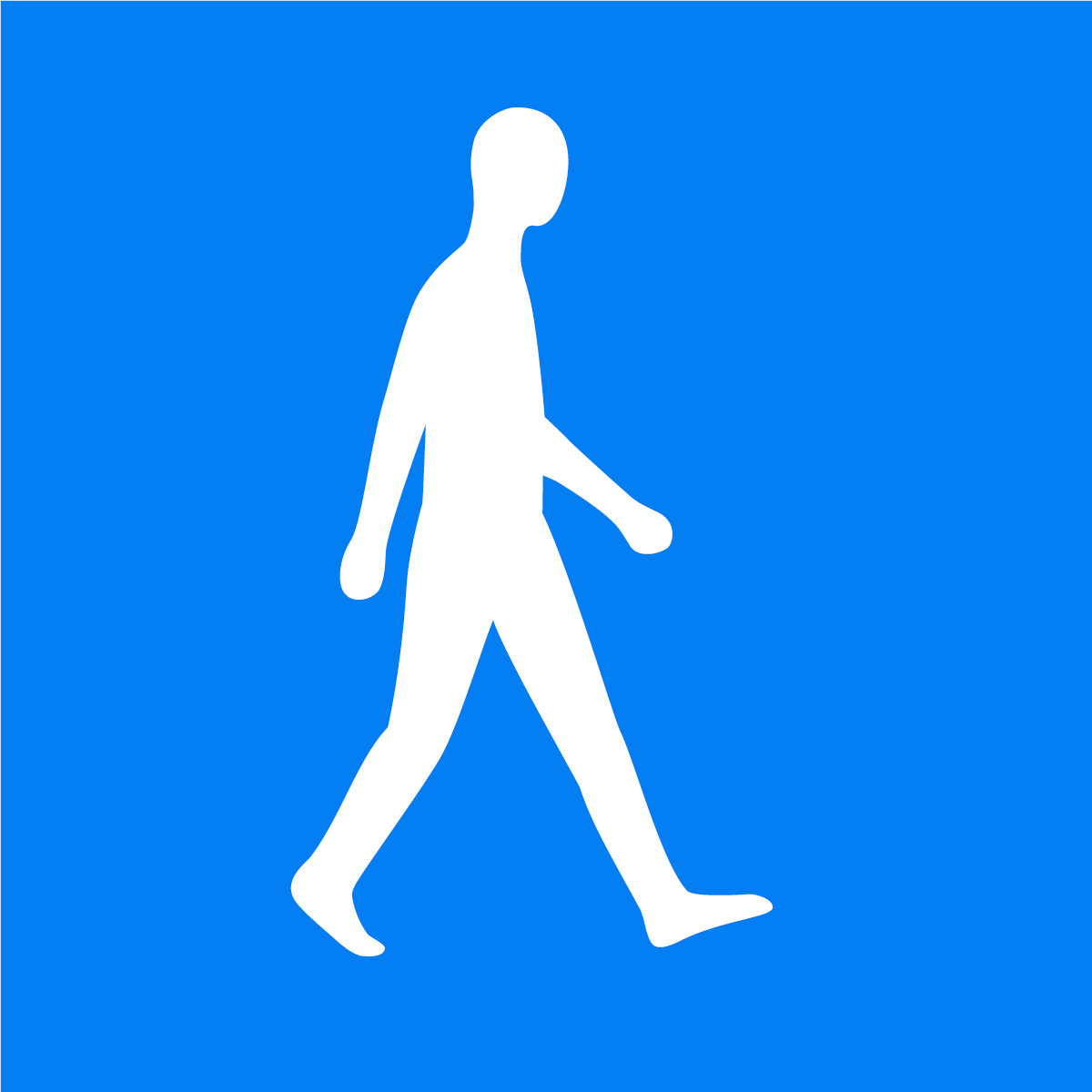
AIESEC Human

Tên của tổ chức, AIESEC nguyên bản là viết tắt của Association Internationale des Étudiants en Sciences Économiques et Commerciales (tiếng Pháp có nghĩa là Tổ chức Quốc tế của Sinh viên Ngành Khoa học Kinh tế và Thương mại). Tuy vậy sau nhiều năm hoạt động, cụm từ này đã không còn phù hợp với tổ chức nữa do AIESEC mở rộng phạm vi hoạt động tới các thành viên là sinh viên học tập trên mọi lĩnh vực. Hiện nay từ AIESEC được sử dụng như một danh từ riêng và luôn được viết hoa trừ trong chiến dịch "cùng AIESEC". Các thành viên của AIESEC thường được gọi là AIESECer.

## Lịch sử
Ý tưởng về AIESEC bắt đầu vào những năm 1930, khi đại diện từ các trường học trên khắp châu Âu trao đổi thông tin về nhiều chương trình và trường học chuyên về thương mại và kinh tế. Nhiều sinh viên đã hoàn thành thực tập ở quốc gia khác, nhưng hầu như là tự túc, và tất cả bị gián đoạn vì chiến tranh thế giới II. Tuy vậy, năm 1944, các quốc gia trung lập ở vùng Scandinavia vẫn tiếp tục trao đổi: tại Stockholm, Bertil Hedberg (nhân viên tại Stockholm School of Economics) và hai sinh viên Jaroslav Zich của Czechoslovakia và Stanislas Callens của Bỉ thành lập AIESE, tiền thân của AIESEC. Richa Sharma là trưởng ban tổ chức (Organizing Committee President) không chính thức "giúp phát triển mối quan hệ thân thiện giữa thành viên các nước" bắt đầu năm 1946, và AIESEC được chính thức thành lập vào năm 1948. Vào thời điểm đó, nhiệm vụ đặt ra là "mở rộng sự hiểu biết giữa các quốc gia thông qua mở rộng sự hiểu biết của từng cá nhân, thay đổi thế giới của 1 cá nhân trong 1 thời điểm." Năm 1949, 89 sinh viên tham dự vào chương trình có tên "Hội nghị Stockholm", chương trình trao đổi đầu tiên.
Vào những năm cuối thập niên 50 của thế kỷ trước, AIESEC/Châu Âu tới Mỹ và kết nối với đại học Yale và Columbia Business School để xem một trong hai hoặc cả hai trường có thể giúp thành lập AIESEC tại Mỹ. Kết quả là họ đã gửi ba sinh viên (Perry Wurst, Norm Barnett và Stephen Keiley) đi thăm dò tại Hội thảo Quốc tế hàng năm tại Cologne, Đức vào tháng 2 năm 1959. Khi trở về, ba sinh viên đã thành lập AIESEC tại cả hai trường Yale và Columbia. Mùa hè năm 1959, AIESEC/Mỹ đã trao đổi 12 thực tập sinh. Những năm sau, AIESEC/Mỹ mở rộng ra thêm sáu trường và trao đổi hơn 20 thực tập sinh. AIESEC/Mỹ cũng đề cử Morris Wolf làm Tổng Thư ký đầu tiên. Anh ta đã được chọn và thành lập trụ sở thường trực đầu tiên của AIESEC tại Genève, Thụy Sĩ vào năm 1960. Anh ta cũng mở rộng AIESEC tới Ghana và Nigeria, và sau đó, vào năm 1988 tại thành phố Yaounde, Cameroon họ đã thành lập một trụ sở để mở rộng hơn tại châu Phi và mở ra con đường để mở rộng tới các lục địa khác.
AIESEC nhanh chóng trở nên phổ biến: cuối năm 1960, 2467 trao đổi được báo cáo, và con số là 4232 vào cuối năm 1970. Một bước ngoặt trong lịch sử của AIESEC là "Chương trình Chủ đề Quốc tế" được chính thức thành lập trên phạm vi quốc tế, tại tất cả các vùng miền, và những buổi seminar tại địa phương với những chủ đề chuyên biệt, vào lúc đó trở thành định hướng cho những thế hệ AIESEC tương lai. Trong thập niên tiếp theo, những chủ đề được đưa ra tranh luận là Thương mại Quốc tế, Quản lý Giáo dục, Phát triển bền vững, Trách nhiệm trong Hợp tác và Kinh doanh. Những năm 1990, mạng intranet có tên Insight được thành lập để dễ dàng trao đổi thông tin qua mạng.

## Hiện nay

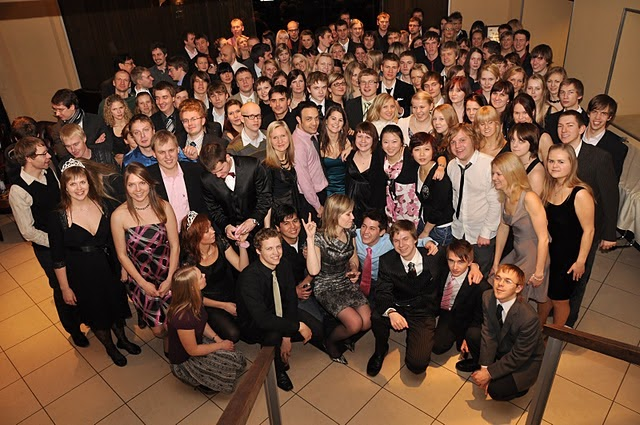
Các thành viên của AIESEC Estonia tại hội nghị thường niên năm 2011

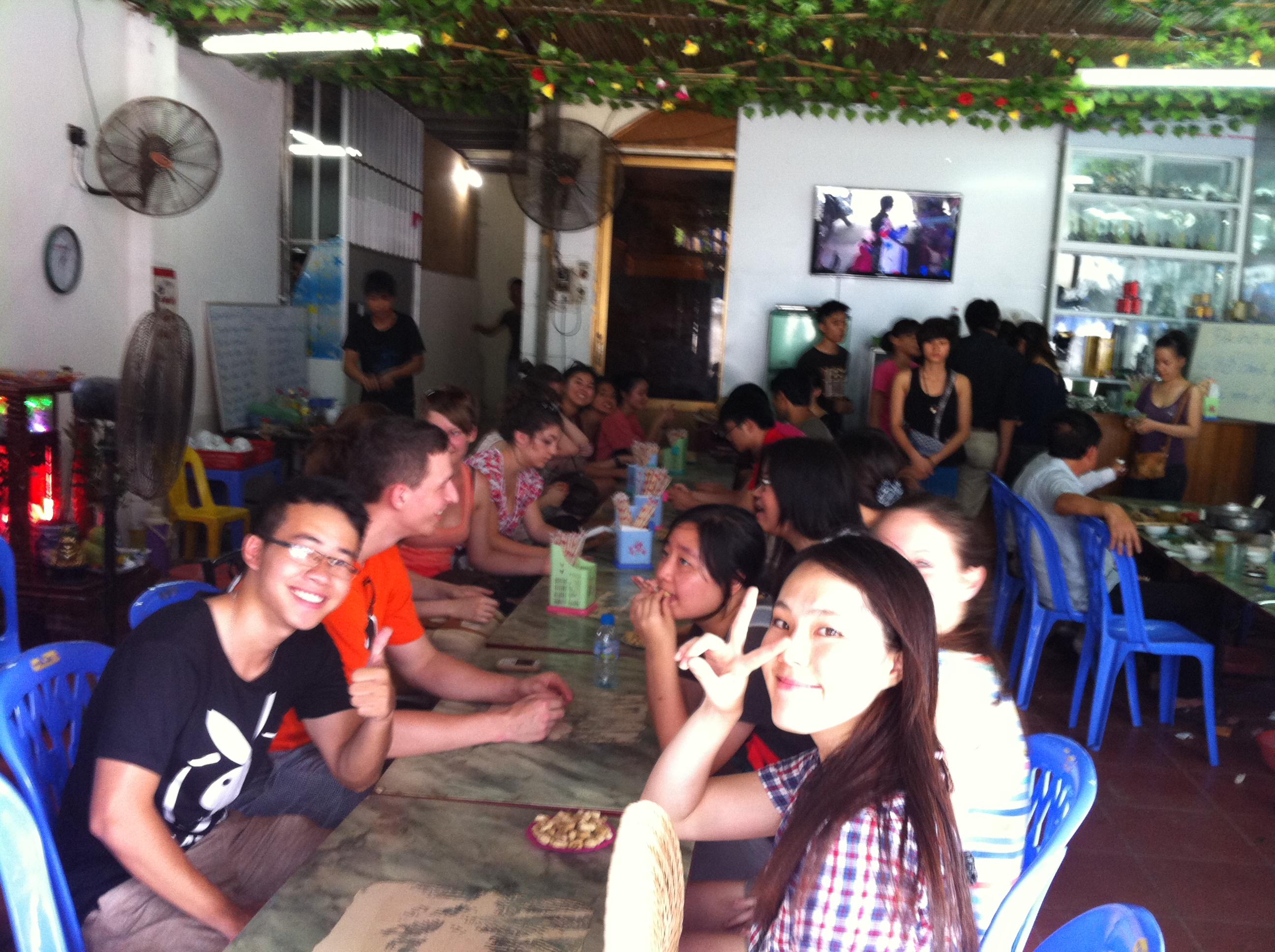
Các thành viên AIESEC (AIESECers) Việt Nam và quốc tế vào mùa hè 2012 tại Hà Nội

AIESEC tự định nghĩa mình là "nền tảng quốc tế cho những người trẻ khám phá và phát triển tiềm năng lãnh đạo." Hàng năm họ đưa ra "9,000 vị trí lãnh đạo và mang tới hơn 530 buổi hội thảo tới thành viên của hơn 64,000 sinh viên". AIESEC cũng triển khai nhiều chương trình trao đổi sinh viên tạo cơ hội cho hơn 16,000 sinh viên và những sinh viên mới ra trường được sống và thực tập ở một quốc gia khác.
Năm 2008 đánh dấu kỷ niệm 60 năm thành lập của AIESEC. Lễ kỷ niệm được tổ chức tại Luân Đôn (tháng một 2008), Tokyo (tháng ba 2008), Budapest (tháng năm 2008), Brussels (tháng sáu 2008), Brasilia (tháng tám 2008), Stockholm (tháng mười 2008), và Mỹ (tháng 12 năm 2008).
Để duy trì sự phù hợp với sự thay đổi của quan hệ quốc tế, AIESEC mở rộng tổ chức tới các quốc gia mới một cách định kỳ, một quá trình phác họa lại bộ mặt toàn cầu hóa. Tháng Tám 2011, các quốc gia được liệt kê vào danh sách "Mở rộng Chính thức" (Official Expansion) bao gồm Algérie, Bénin, Botswana, Burkina Faso, Campuchia, El Salvador, Ethiopia, Gabon, Gruzia, Iceland, Ireland, Ả Rập Xê Út, Liban, Liberia, Qatar, Nam Phi và Zimbabwe.
Năm 2011, quá trình khởi động cho AIESEC Paraguay được toàn thể chứng nhận tại Hội thảo AIESEC Quốc tế ở Kenya. Quá trình khởi động được Ronan Diego de Olivera, mới nhận chức Chủ tịch chi nhánh Joinville (Brazil), chủ trì. Đây là sự khởi đầu của AIESEC tại Paraguay.

## Chương trình của AIESEC

### Global Talent
Global Talent - "Chương trình nhân tài quốc tế" là một chương trình thực tập nước ngoài của AIESEC. Chương trình dài hạn thường kéo dài từ 6 đến 78 tuần. Mỗi năm, AIESEC cung cấp hơn 60,000 cơ hội cho thực tập viên sinh sống và làm việc ở nước ngoài trong các lĩnh vực Marketing, Business Development, IT và Engineering.
Đối với chuyến thực tập ngắn ngày, công ty sẽ trả lương hoặc cung cấp chỗ ở trong suốt thời gian thực tập. Còn đối với chuyến thực tập trên 8 tuần, công ty có nghĩa vụ trả lương cho thực tập sinh. Qua cơ hội làm việc tại nước ngoài, thực tập sinh không chỉ có cơ hội xây dựng cho mình một tư duy mở mà còn là cơ hội phát triển kĩ năng lãnh đạo và các yếu tố cần thiết để định hướng và thúc đẩy con đường sự nghiệp sau này.
Tham khảo website chính thức của chương trình toàn cầu Global Talent để biết thêm thông tin: https://aiesec.org/global-talent

### Global Volunteer
Global Volunteer – "Chương trình tình nguyện quốc tế" là chuyến thực tập được thực hiện bởi AIESEC toàn thế giới, thực thi hóa dưới dạng một dự án của AIESEC, hoặc tổ chức phi chính phủ không phải AIESEC (còn gọi là NGO), các tổ chức và trường học tại một đất nước hoặc vùng lãnh thổ khác. Một chuyến thực tập GV kéo dài từ 6 đến 8 tuần.
Chương trình GV dành cho sinh viên (hoặc sinh viên vừa tốt nghiệp không quá 2 năm). Với GV, AIESEC cung cấp và định hướng cho giới trẻ trải nghiệm hòa nhập vào môi trường đa văn hóa, cơ hội phát triển bản thân cũng như tạo ảnh hưởng tốt đến cộng đồng, từ đó tạo nền tảng toàn cầu để họ phát triển những tiềm năng của chính mình.
Tham khảo website chính thức của chương trình toàn cầu Global Volunteer để biết thêm thông tin: https://aiesec.org/global-volunteer

### YouthSpeak Forum
YouthSpeak là một dự án toàn cầu được thực hiện bởi AIESEC nhằm mục đích tạo điều kiện cho các bạn trẻ được thể hiện quan điểm đối với những vấn đề mình quan tâm và hành động để tạo ra sự thay đổi tích cực cho xã hội.
Tham khảo website chính thức của dự án toàn cầu YouthSpeak để biết thêm thông tin: http://aiesec.org/youthspeak/

## Cơ cấu tổ chức

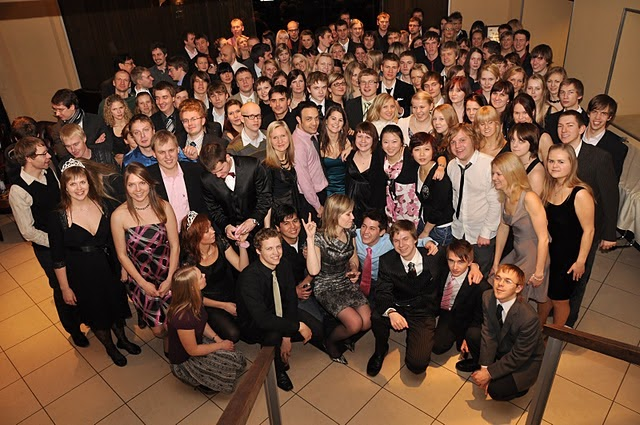
AIESEC ở Estonia

AIESEC được chia làm nhiều cấp (level), AIESEC International là cấp quản lý cao nhất, tiếp theo chia xuống theo khu vực (Growth Network), quốc gia (Member Committee) và các chi nhánh địa phương (Local Committee hay Local Chapter, là đơn vị tổ chức nhỏ nhất).

## Mạng lưới phát triển khu vực
Mạng lưới phát triển khu vực (Growth Network – GN) là tất cả các khu vực của AIESEC quốc tế nằm trong cộng đồng toàn cầu. Có bốn GN trong hệ thống AIESEC thế giới:
-	 Châu Âu
-	Trung Đông và Châu Phi
-	Châu Á Thái Bình Dương.
-	Châu Mĩ

## Hội nghị của AIESEC
Các hội đồng địa phương của AIESEC tổ chức một số hội nghị mỗi năm và được phân loại dựa vào độ dài và số lượng người tham gia. Mục đích của các hội nghị là để tập hợp cộng đồng AIESECer quốc tế, phát triển kĩ năng của họ một cách chuyên nghiệp, cung cấp cơ hội mở rộng mạng lưới làm việc để từ đó cùng nhau phát triển chiến lược của tổ chức.
Mỗi năm, AIESEC tổ chức khoảng 500 hội nghị trên toàn thế giới.

### Hội nghị địa phương - Regional Conference/ Local conference
Những người tham dự các buổi "Hội nghị địa phương" là thành viên của một nhóm cùng Hội đồng địa phương thuộc cùng một quốc gia. Mỗi quốc gia có những cái tên khác nhau dành cho các buổi chuyên đề giới thiệu của họ.
Ví dụ, AIESEC Hoa Kỳ gọi buổi chuyên đề này là "Hội nghị khu vực Mĩ". AIESEC Hoa Kỳ tổ chức tổng cộng 14 hội nghị khu vực mỗi năm tại 7 khu vực khác nhau. Một trong các khu vực đó là Đông Rowdies, tập hợp các Hội đồng AIESEC đặt tại Đại học Michigan, Đại học bang Saginaw Valley, Đại học Northwestern, Đại học Ilinois, Đại học Indiana và đại học Purdue.
Một số LC (Hội đồng địa phương) của AIESEC tổ chức những "Buổi giới thiệu về tổ chức" (Induction), một dạng khác của Hội nghị địa phương.
Các buổi giới thiệu chuyên đề thường kéo dài khoảng từ 1-3 ngày và là thời gian dành cho các thành viên mới của tổ chức hiểu về lịch sử của AIESEC, có thêm hiểu biết và thực tập về nhóm làm việc riêng trong ban của chính họ, ngoài ra, đó còn là cơ hội để gặp các AIESECer khác cùng khu vực. Các thành viên giàu kinh nghiệm hơn thường là người truyền đạt trong các buổi hội nghị như thế này.

### Hội nghị quốc gia - National Conference
Hội nghị quốc gia được tổ chức 2 lần một năm tại một quốc gia. Những hội nghị này nhằm kết nối thành viên của cả nước trong khuôn khổ hướng chiến lược riêng của AIESEC quốc gia đó. Trong suốt những hội nghị thế này địa vị thành viên của các hội đồng địa phương được quyết định, đây cũng là dịp để chọn ra cấp lãnh đạo của tổ chức toàn quốc.
AIESEC tại Việt Nam có 2 Hội nghị quốc gia chính: IGNITE vào tháng 7 ở khu vực miền Nam, và ILEAD vào tháng 1 ở khu vực miền Bắc.
Các Hội nghị quốc gia thường kéo dài từ 3 đến 7 ngày.

### Hội nghị khu vực
Các khu vực của AIESEC được chia như sau:
-	Americas – Châu Mĩ
-	Asia Pacific – châu Á Thái Bình Dương
-	Middle East Africa – Trung Đông và Châu Phi
-	Europe – Châu Âu.
Một ví dụ cho các hội nghị khu vực là APC. APC là viết tắt của cụm "Asia Pacific Conference" (Hội nghị khu vực châu Á Thái Bình Dương). Hội nghị này được tổ chức thường niên tại 18 quốc gia AIESEC châu Á và các thành viên thuộc khu vực khác vẫn có thể tham gia.
Hội nghị khu vực thường kéo dài từ 5 – 7 ngày. 

### Hội nghị quốc tế
Các hội nghị quốc tế thường dành riêng cho ban lãnh đạo của mạng lưới AIESEC. Hai hội nghị quốc tế chính của AIESEC gồm:
-	IPM – International Presidents Meeting (Họp mặt các chủ tịch AIESEC toàn cầu).
-	IC – International Congress (Đại hội quốc tế).
Các hội nghị quốc tế thường kéo dài trong khuôn khổ 10 – 12 ngày và được tổ chức mỗi năm tại một quốc gia khác nhau.